# SMILY☆SPIKYの「なまはこっうぇ!」
SMILY☆SPIKYの「なまはこっうぇ!」（スマイリースパイキーのなまはこっうぇ）は、株式会社キャビネット制作のトークバラエティ。2009年2月よりBBstation、2020年11月より公式サイトで配信している動画付きインターネットラジオ番組。
パーソナリティは演劇ユニットのSMILY☆SPIKY。

## 概要
前身番組である『SMILY☆SPIKYのきゃーちゃーりー！』の終了が決まった際、宮野と髙木の接点を残すために構成作家の伊福部が放送局を紹介して始まった番組。2009年2月3日配信開始。
パーソナリティのどちらかが多忙の場合は遅刻、欠席することがある。パーソナリティが二人とも欠席となる場合は休止となるほか、BBstationで配信されていた時は機材のメンテナンス等で休止になることがあった。2020年以降、首都圏に緊急事態宣言が発出されている時期は番組が休止となっている。
2020年3月17日の配信で、250回目を迎えた。

### 配信
公式サイト
隔週火曜日 22時 – 23時（60分）
配信終了後、1週間はアーカイブが視聴可能。

## スタッフ

### パーソナリティ
宮野真守
SMILY☆SPIKYの一人。声優。
髙木俊
SMILY☆SPIKYの一人。声優。

### 構成作家
伊福部崇

## 番組コーナー
スマスパの挑戦
SMILY☆SPIKYの2人が自分たちの公式プロフィールの特技欄に特技を載せるため、1ヵ月かけて様々なものに挑戦するコーナー。リスナーによる投票で勝敗が決まり、勝つと特技欄に書くことになる。3回負けると罰ゲームを受ける。
SMILY☆SPIKY第2回コントライブへの道
-

## ゲスト
| 配信回 | 配信日         | ゲスト                                         | 備考                         |
| ------ | -------------- | ---------------------------------------------- | ---------------------------- |
| 第3回  | 2009年3月3日   | ポアロ                                         | アルバムの宣伝               |
| 第4回  | 2009年3月17日  | 秋枝直樹                                       | 舞台「アロマ」の宣伝         |
| 第12回 | 2009年7月21日  | 入野自由 名塚佳織                              |                              |
|        | 2011年12月20日 | 酒井香奈子                                     |                              |
|        | 2012年1月31日  | 真山明大 酒井香奈子 袴田裕幸 吉岡毅志 福沢重文 | 舞台「バレルナキケン」の宣伝 |
|        | 2014年9月9日   | 土屋裕一                                       |                              |
|        | 2016年11月29日 | 荒木宏文                                       |                              |

## エピソード
- 2009年3月17日の生配信でパーソナリティの髙木俊が出演する舞台のリハーサルのため17分遅刻した。 その間は構成作家の伊福部崇が代わりにパーソナリティを務めた。
- 2010年8月31日の配信はBBstationの機材メンテナンスによりお休みとなった[2]。
- 2020年11月10日に公式サイトをリニューアルした[3]。それに伴い、配信方式が変更になった[脚注 2]。